# Projet de loi

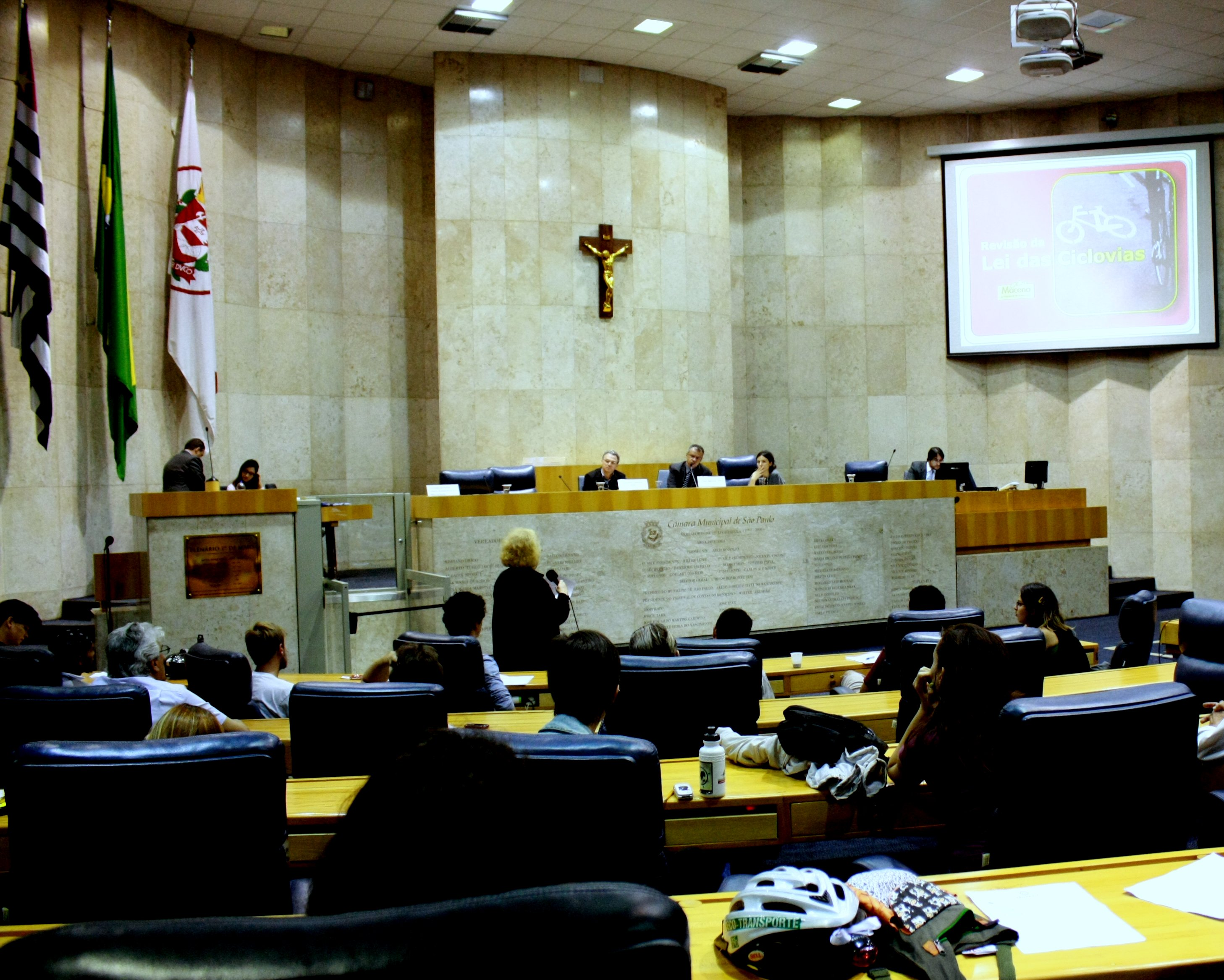
Audition publique sur la révision de la loi sur les pistes cyclables au Brésil.

Le terme projet de loi est utilisé dans le vocabulaire parlementaire de différents pays.

## Droit canadien
Dans le vocabulaire parlementaire au Canada, le terme « projet de loi » est utilisé plutôt que proposition de loi. Il s'agit de l'équivalent français du terme anglais « Bill ». La procédure parlementaire distingue les projets de loi provenant d'un député (private member's bill) des projets de loi émanant du gouvernement (government bill),.

## Droit français
Le projet de loi (abrégé PJL) désigne, notamment dans la procédure parlementaire française, un texte déposé au nom du Gouvernement par le chef du gouvernement. Le texte est déposé devant l'une ou l'autre des assemblées pour être proposé au vote des parlementaires. De ce fait le projet de loi ne doit pas être confondu avec la « proposition de loi » qui émane d'une initiative parlementaire.